# Mistura de Modalidades de Treinamento
Mistura de Modalidades de Treinamento (MMT) ou Mixed Modality Training é uma modalidade desportiva originada da mistura de diversas outras modalidades e diferentes programas de treinamento físico. O MMT utiliza-se de uma mistura de exercícios provindos principalmente das seguintes modalidades: calistenia, levantamento de peso olímpico, levantamento de peso básico (powerlifting), ginástica olímpica, atletismo, strongman, entre outras. Esses exercícios são prescritos usando diversos protocolos de treinamento e periodizações comuns ao treinamento intervalado de alta intensidade, treinamento de resistência, treinamento de força, treinamento de potência, entre outros. Atualmente, diversas empresas promovem cursos de formação e capacitação para professores que tenham interesse em trabalhar com a modalidade. As principais empresas no mundo são a CrossFit Inc. (www.crossfit.com) , Opex Fitness (www.opexfit.com), a Brand X Method (www.thebrandxmethod.com/). No Brasil, algumas empresas se destacam, como a Arena235 (www.arena235.com.br/cursos-consultoria.php), a BPro   (http://www.bprotreinamento.com.br/cursos/vagas) e a CrossFit Brasil (www.crossfitbrasil.com.br). Cada empresa tem sua própria metodologia, embora todas elas usem como base o conhecimento do treinamento desportivo.
Basicamente, o MMT hoje em dia pode ser aplicado de três distintas formas: o MMT para preparação física desportiva de outras modalidades; o MMT para melhoria do condicionamento físico geral; e o MMT como esporte.
O MMT como preparação física de outros esportes vem sendo praticado de forma sistemática desde o pós segunda guerra mundial. Nos vídeos referenciados a seguir, do início da década 80, vê-se um exemplo da preparação física de Werner Gunthor, um atleta suíço de arremesso de peso com 3 títulos mundiais seguidos (1987, 1991 e 1993). Nos vídeos, pode-se ver o atleta (de 2,00m de altura e cerca de 130kg) treinando o arremesso  do Levantamento de Peso (Clean and Jerk), o agachamento e supino do powerlifting, além de diversos outros exercícios comumente encontrados em outras modalidades.
O MMT para melhoria do condicionamento físico geral ou saúde também é antigo. No formato de academias com aulas em grupo, como está popular nos dias de hoje, ele vem sendo aplicado desde meados do sec. XIX.  Destaque para o Le Grand Gymnase, academia aberta em 1840 por Hyppolyte Triat, em Bruxelas. Nesse sentido, o MMT pode ser praticado por qualquer pessoa independente da idade, condicionamento físico e possíveis limitações.
O MMT como esporte está em processo de nascimento. Embora existam diversas organizações com fins lucrativos que organizam campeonatos de MMT, como por exemplo a CrossFit Inc. e a Monstar Series, ainda não existem federações e confederações do esporte para regularizar e padronizar a modalidade. Os torneios de MMT buscam determinar quais são os participantes ou grupos de participantes mais bem condicionados.
O primeiro torneio popular de MMT e um dos maiores responsáveis pela explosão de popularidade do MMT no mundo foi o CrossFit Games.  O CrossFit Games é um campeonato anual nos Estados Unidos que teve sua primeira edição em 2007. A popularidade do campeonato, e da empresa que o organiza, é tanta que muitos usam o termo CrossFit hoje em dia para retratar a modalidade. Isso deve-se, em grande parte, pelos detentores da marca usarem seu próprio nome para se referir à modalidade. Além disso, através de um sistema de afiliação atrelado a um custo e diversas regras, a empresa permite o uso de palavra CrossFit de formas restritas por academias espalhadas pelo mundo. Esse sistema, entretanto, não permite que outras organizações venham a usar a marca CrossFit em seus torneios. Hoje em dia, diversos outros torneios são populares ao redor do mundo; entretanto, não existe ainda um consenso entre as regras e padrões desses diversos torneios, nem mesmo de como se referir ao MMT. Nos Estados Unidos, a competição mais recente  que começou a crescer foi a NPGL (Liga Norte Americana de GRID - www.npgl.com). A NPGL é uma liga profissional de MMT que promove competições entre times representando diferentes cidades Norte Americanas e chama a modalidade de "Grid". No Brasil, diversas organizações promovem a modalidade através de torneios presenciais, entre eles destacam-se o Monstar Games (monstargames.com), que chama a modalidade de fitness, o Brazilian Games for Vision (braziliangamesforvision.com.br) que oficialmente não usa um nome específico pra modalidade e o Arnold Sports MMT Games, que usa o nome da modalidade MMT.
Embora os torneios de MMT retratados acima sejam recentes, esportes com características similares ao MMT são milenares. Um exemplo histórico importante é o Pentatlo da Grécia antiga, introduzido em 708 A.C. O pentatlo dos Gregos antigos era composto pelo lançamento do disco, lançamento do dardo, salto em comprimento, a corrida de estádio (semelhante aos 200 m) e a luta (Swaddling, 2000). Assim como o pentatlo, diversas outras modalidades desportivas foram oriundas da miscigenação de vários esportes. Uma característica importante que diferencia uma competição de MMT desses demais esportes é que no MMT as modalidades desportivas e a forma como elas podem aparecer nas competições é livre e muda de evento para evento.  
Na história recente, o MMT como visto no CrossFit Games foi fortemente inspirado por um torneio televisivo que surgiu em 1989, chamando “American Gladiators" (http://www.nbc.com/american-gladiators). No show, atletas amadores eram colocados para competir uns contra os outros em diversas provas que tinham como objetivo testar a força, agilidade e resistência dos participantes. 

## Condicionamento Físico Geral e Cross Training
Como dito anteriormente, o MMT tem como uma de suas aplicações a melhora do condicionamento físico geral, ou fitness, de seus praticantes, mas o que é condicionamento físico geral? A resposta para esse pergunta mudou bastante através das últimas décadas. Em 1948, condicionamento físico geral foi correlacionado com a capacidade de produzir trabalho (Wahlund, 1948). Já na década de 1960, segundo literatura americana, uma pessoa bem condicionada era uma pessoa que possuía as seguintes características: força, velocidade, potência, resistência, coordenação, equilíbrio, controle corporal, flexibilidade e agilidade (de Vries, 1966). Essa definição estava de acordo com a literatura russa de ciências do esporte da mesma época (Matveyev, 1977). Durante as próximas décadas fitness passou por diversas definições que incluíram desde a ideia que estar bem condicionado significa ter grande capacidade de realizar trabalho (endurance) assim como palavras que diziam respeito há habilidade de realizar tarefas diárias e saúde (Kilgore, Hartman, e Lascek, 2011).
A definição usada no MMT para condicionamento físico geral foi adaptada do artigo publicado em 2007 no Journal of Exercise Physiology por Kilgore e Rippetoe, e segue: Possuir níveis adequados de força, resistência, e mobilidade para conseguir a participação com sucesso no trabalho, em atividades recreativas e na rotina diária, consistentes com o fenótipo e genótipo do indivíduo.
No Brasil, os termos Crosstraining e CrossFit (como explicado anteriormente) também vem sendo utilizados para referir-se ao braço do condicionamento físico geral do MMT. O termo crosstraining começou a se popularizar no brasil a partir de um livro clássico do treinamento desportivo no Brasil escrito em 1992 por Antonio Carlos Gomes e Ney Pereira de A. Filho, intitulado Cross training.

## Treino Padrão de MMT
Embora possam existir diferentes maneiras de treinar MMT, o treino padrão de MMT em academia para a melhora do condicionamento físico geral é dividido em quatro etapas: aquecimento, técnica, treino de condicionamento metabólico ("MetCon") e recuperação. Uma boa seção de aquecimento prepara física e mentalmente os praticantes para o treino causando um aumento do fluxo sanguíneo para os músculos, da temperatura corporal, das reações metabólicas e da amplitude de movimento (Hoffman, 2012). A etapa técnica do treino visa o aprendizado ou aperfeiçoamento das técnicas utilizadas no esporte e/ou um momento para ser desenvolvido um trabalho específico para ganho de força e/ou potência. Teorias do treinamento de força são utilizadas para periodizar essa seção do treinamento. Tensões musculares máximas são geradas em diferentes seções a partir de três diferentes métodos: método de esforço máximo, método de esforço repetitivo e método de esforço dinâmico (Zatsiorsky e Kraemer, 2006). A terceira etapa normalmente consiste na realização de uma sequência, muitas vezes inédita, de um ou mais exercícios realizados em na maioria das vezes em alta intensidade. Nessa etapa chamada popularmente de MetCon (Metabolic Conditioning) ou WOD (work out of the day) o número de exercícios, o numero de séries, o número de repetições, e o tempo de descanso variam de treino para treino, que pode ser realizado sozinho, em duplas ou até em grupos. Treinos são determinados ou mantendo fixo o número total de repetições e os participantes tentam completar a tarefa no menor tempo possível, ou mantendo fixa a duração da atividade e os participantes tentam completar o maior número de repetições possíveis. Três tipos de treinamento são comuns nessa etapa da aula: treino de esforço máximo, treino intervalado, e treino de endurance (Kilgore, Hartman, e Lascek, 2011). A última etapa do treino consiste em um trabalho específico de recuperação muscular e/ou um trabalho de flexibilidade. 
Enfim, de maneira geral, no MMT para saúde, os treinos visam desenvolver as capacidades físicas dos atletas como um todo e não apenas em uma especialidade. É comum observar em uma aula de MMT corridas conjugadas com exercícios de levantamento de peso  e ginástica.

## Movimentos Comuns do MMT

### Calistênico
Agachamento (Air Squat)
Flexões de Braço (Push up)
Barra Fixa (Pull up)
Afundos (Lunges)
Abdominais (Sit up)
Barra Paralelas (Bar Dip)
Burpee
Flexões de Quadril em Barra Fixa (Toes to Bar e Knees to Elbow)
Superman
Hollow
Exercícios em Isometría
Agachamento Pistol (Pistol Squat)

#### Pliométricos
Saltos na Caixa (Box Jump)
Agachamentos com Saltos

### Movimentos Cíclicos
Correr
Nadar
Remar
Pedalar
Pular Corda

### Levantamento de Peso
Kettlebell Swing
Desenvolvimento (Presses)
Thruster
Sumô Deadlift High Pull
Hang, Power e Squat Clean
Hang, Power e Squat Snatch
Front Squat e Overhead Squat
Exercícios com Medball e Slamball

#### Weightlifting
Snatch
Clean & Jerk

#### Powerlifting
Supino
Agachamento Livre
Levantamento Terra

#### Strongman
Farm's Carry/Walk
Log Bar
Exercícios com Trenó (Sled)
Slamball/Medball Turnovers
Tire Flips

### Ginástica Olímpica
Paralelas nas Argolas (Ring Dip)
Parada de Mãos (Handstand, Press to Handstand, Handstand Push up e Handstand Walk)
Muscle Up
Muscle Bar
Subida de Corda (Rope Climb)
L Hold

## Exemplos de "MetCons"

### 1 –“I Love Medballs”
3 rounds of:
400m Run
12 Medball sit up (20/14lbs)
12 Wallball shot

### 2 –“First Final”
1000m Row
2 Rope Climb
10 Kettlebell Swing (24/16 kg)
20 Box Jump (24”/20”)
30 Pull up
40 Strict Push up
50 Air Squat
150m Run c/ Medball (20/14lbs)
150m Overhead Lunge c/ Medball (20/14lbs) 

### 3 – “A Clown Climbs to The Clouds”
60cal row
5 Rope Climb
5 Muscle up
50 Double Under

### 4 – “Isadora - Short Strong and Killer”
7min – AMRAP
5 Deadlift (315/185lbs)
7 Ring Push up
10 Double Under

### 5 –“A Barbell to Drop Dead”
10 Deadlift (95/65lbs)
10 Power Clean
10 Front Squat
10 Push Jerk
10 Overhead Squat
10 Overhead Lunge
10 Push Jerk (from the back)
10 Back Squat
10 Sumo Deadlift High Pull

### 6 –“Full House”
21 – 15 – 9 of: 
Wallball Shot (20/14lbs) + Sit up
18 – 15 – 12 of:
Air Squat + Kettlebell Swing (24/16 kg)
12 – 9 – 6 of:
Pull up + Push up

### 7 – “Up is Down”
3 rounds of: 
5 Handstand Push up
10 Pistol
15 Deadlift (155/105lbs)

### 8 –“235”
2-3-5
Muscle Up
Squat Clean (235/145lbs)